# باتريك واربورتون
باتريك واربورتون (بالإنجليزية: Patrick John Warburton)‏ مواليد 14 نوفمبر 1964 في نيو جيرسي، الولايات المتحدة، هو ممثل أمريكي بدأ مسيرته الفنية عام 1986.

## الأعمال

### أفلام
- حياة الإمبراطور الجديدة
- التمويه
- رجال بذات السوداء 2
- الدجاج الصغير
- سكاي هاي
- موسم صيد
- فيلم النحلة
- كن ذكياً
- تيد
- فيلم 43
- وراء وراء

## روابط خارجية
- باتريك واربورتون على موقع IMDb (الإنجليزية)
- باتريك واربورتون على موقع ألو سيني (الفرنسية)
- باتريك واربورتون على موقع أول موفي (الإنجليزية)
- باتريك واربورتون على موقع قاعدة بيانات الأفلام السويدية (السويدية)
- باتريك واربورتون على موقع إن إن دي بي (الإنجليزية)
- باتريك واربورتون على موقع قاعدة بيانات الفيلم (الإنجليزية)
- باتريك واربورتون على موقع كينوبويسك (الروسية)